# Гизелберт (граф в Маасгау)
Гизелберт (на немски: Giselbert von Maasgau; * ок. 825; † сл. 14 юни 877, вер. и сл. 6 септември 885), родоначалник на фамилията Регинариди, е през 841 г. граф в Маасгау, 866 граф в Ломегау.

## Биография
Гизелберт произлиза вероятно от викингите или норманите. Той е през 841 г. граф в Маасгау и в свитата на император Карл II Плешиви по времето на Каролингските братски войни след смъртта на Лудвиг Благочестиви (840). Вердюнския договор (843) и разделянето на империята го кара да напусне Маасгау и владетелската територия на Лотар I.
След три години Гизелберт отвлича през началото на 846 г. една дъщеря (вероятно Ерменгарда, * ок. 826/830) на император Лотар I (Каролинги), завежда я в Аквитания и се жени за нея без съгласието на баща ѝ. Бракът е признат от Лотар след три години през 849 г. и Гизелберт има право да се върне в Маасгау. Потомците му имат произход от Карл Велики и така принадлежат, въпреки предишното престъпление, към най-горното съсловие на европейската аристокрация.
Неговият син Регинхар I (* 850, † 916) е граф в Хенегау и Маасгау и основател на род Регинариди, от който произлиза династията Дом Хесен.